# Phyllachora oreodaphnes
Phyllachora oreodaphnes är en svampart som först beskrevs av Ferdinand Theissen, och fick sitt nu gällande namn av Theiss. & Syd. 1915. Phyllachora oreodaphnes ingår i släktet Phyllachora och familjen Phyllachoraceae.   Inga underarter finns listade i Catalogue of Life.